# Wo bitte ist die 7. Kompanie geblieben?
Wo bitte ist die 7. Kompanie geblieben? (Originaltitel: Mais où est donc passee la 7ieme compagnie?) ist eine 1973 entstandene französisch-italienische Kriegskomödie über das Schicksal von drei französischen Soldaten während des deutschen Westfeldzuges 1940, die der Gefangennahme ihrer Einheit entgehen und versuchen, sich zurück zu den eigenen Linien zu schlagen.

## Handlung
Im Juni 1940 rückt die deutsche Wehrmacht immer tiefer nach Frankreich vor, während sich die französischen Truppenverbände aufzulösen beginnen und der Rückzug immer mehr einer chaotischen Flucht ähnelt. In dieser Situation gerät die 7. Nachrichtenkompanie unter dem Kommando von Hauptmann Dumond in einen deutschen Luftangriff und sieht sich gezwungen, in einem Wald Deckung zu suchen. Während sich die Soldaten in ihrem Versteck einzurichten beginnen, werden drei als Reservisten eingezogene Männer der Kompanie ausgewählt, um auf einem nahegelegenen Hügel einen Beobachtungsposten einzurichten. Es handelt sich um den Feldwebel Chaudard mit seinen Untergebenen Pitivier und Tassin. Chaudard ist ein nach außen pflichtbewusster, manchmal etwas pedantischer Vorgesetzter, der jedoch große Sympathie für seine Männer hegt und im Herzen Zivilist geblieben ist. Pitivier zeigt wenig Motivation für den Militärdienst und sieht angesichts der Lage wenig Sinn im Weiterkämpfen der französischen Armee, will aber seine Kameraden nicht im Stich lassen, während der gutmütige Stotterer Tassin noch mit einer gewissen naiven Hoffnung in die Zukunft blickt. Zusammen machen sich die drei auf den Weg, wobei sie unterwegs das Kabel für ein Feldtelefon verlegen, um von ihrer Stellung aus Beobachtungen an die Kompanie melden zu können. Sie bemerken nicht, dass sich das Kabel an einer Stelle wieder aus seiner Verankerung löst und sich dadurch quer über eine Straße spannt.
Chaudard, Pitivier und Tassin richten sich in der Friedhofsanlage auf dem Hügel häuslich ein und unterhalten sich über ihre familiären Probleme. Plötzlich taucht unten auf der Straße eine Kolonne deutscher Fahrzeuge auf, doch der Versuch, diese Sichtung zu melden, schlägt fehl: Das Feldtelefon funktioniert nicht mehr, denn eine deutsche Vorhut hat in der Zwischenzeit das über die Straße gespannte Kabel entdeckt und durchschnitten. Die drei rennen nun kopflos zurück zum Versteck ihrer Kompanie, nur um feststellen zu müssen, dass sie zu spät sind – sie können nur noch hilflos zusehen, wie ihre Kameraden von den Deutschen gefangen genommen werden. Sie fliehen zurück durch den Wald und es gelingt ihnen, den deutschen Suchtrupps, die das Kabel auf den Hügel zurückverfolgen, zu entkommen.
Nach einem längeren Marsch ziehen die drei Versprengten in einem Waldgebiet unter, wo sie einen Unterstand errichten und über das weitere Vorgehen beratschlagen. Pitivier, der nicht mehr weitermarschieren möchte, versucht Chaudard einzureden, dass das Trio hinter den deutschen Linien in seinem Waldversteck als „Vorposten“ einer französischen Gegenoffensive am sinnvollsten aufgehoben wäre. Dieser ist nicht recht überzeugt von der Idee. Als dann in einem Luftkampf ein französisches Flugzeug abgeschossen wird und in der Nähe aufschlägt, entscheidet er jedoch, pflichtgemäß zu handeln und so schnell wie möglich Richtung Süden weitermarschieren. Pitivier weiß sich nicht anders zu helfen und inszeniert einen Sturz, bei dem die Sohle von seinem Schuh abgerissen wird. Damit ist ein Weitermarsch nicht mehr möglich. Chaudard macht sich in der folgenden Nacht auf den Weg zu einem Bauernhof, wo er Verpflegung und neue Schuhe für Pitivier auftreiben möchte. Um größere Mengen an Lebensmitteln zu erhalten, übertreibt er die Größe seiner Gruppe deutlich und schmückt zudem Pitiviers Idee vom Vorposten reichlich aus. Zu seiner Überraschung taucht im Haus plötzlich der französische Leutnant Duvauchel auf – er ist der Pilot des zuvor abgeschossenen Flugzeugs. Dieser begleitet Chaudard zurück in den Wald und reagiert zunächst verärgert, dann aber belustigt auf die tatsächliche Größe des „Vorpostens“. Zu viert macht sich die Gruppe am nächsten Tag weiter auf den Weg.
Als sie sich im Innenhof eines Hauses ihre Feldflaschen auffüllen, werden sie von zwei deutschen Soldaten überrascht, die mit einem Halbkettenfahrzeug hinter der Kampflinie unterwegs sind. Es bleibt ihnen nichts anders übrig, als die beiden zu erschießen. Ungewollt kommen sie so in den Besitz des Fahrzeugs und machen sich nun – mit deutschen Stahlhelmen in einem deutschen Gefährt – auf den Weg, um wieder zur kämpfenden Truppe zu stoßen. Duvauchel stimmt seine Männer auf einen baldigen Einsatz ein, was selbst der pflichtbewusste Chaudard mit Unbehagen zur Kenntnis nimmt. Doch zunächst schlagen sich die vier mit Mut und Witz durch gefährliche Situationen; so überstehen sie etwa unentdeckt die Begegnung mit einem liegengebliebenen deutschen Generalswagen, dessen Fahrer Pitivier zufällig das gewünschte Werkzeug übergibt, und rächen sich an einem mit den Deutschen kollaborierenden Lebensmittelhändler. Schließlich stoßen sie bei einer Pause auf den jungen Soldaten Carlier aus ihrer Kompanie, dem es gelungen ist, aus der Gefangenschaft zu fliehen. An einer Straßenkreuzung treffen sie schließlich auf Deutsche, die als französische Polizisten verkleidet fliehende französische Offiziere in eine Falle locken wollen. Es kommt zu einer kurzen Schießerei, bei der Carlier verwundet wird. In großer Sorge um ihren Kameraden bringen sie ihn in einem nahegelegenen Krankenrevier unter und beschließen, sich dafür an den Deutschen zu rächen.
Die Chance dazu bietet sich, als sie überraschend auf einen einzelnen deutschen Panzer stoßen, dessen abgesessene Besatzung sie mit großem Hallo begrüßt. Mit der kleinen Kanone ihres Halbkettenfahrzeugs, die Tassin und Pitivier nur grob beherrschen, manövrieren sie sich etwas umständlich in Schussposition – doch die Aktion gelingt: Ein Volltreffer jagt den Panzer in die Luft und den vieren gelingt die Flucht.
Unterdessen schließt sich der Kreis der beiden Nebenhandlungen: Die gefangene 7. Kompanie wird von einem sehr rustikalen bayerischen Feldwebel nach Deutschland in ein Gefangenenlager geführt, während Oberst Blanchet, dem die 7. Kompanie unterstellt gewesen war, ständig versucht hat, auf seinem Rückzug etwas über deren Verbleib zu erfahren, woher auch der Filmtitel rührt. Schließlich spielt der Zufall eine Rolle: Blanchet versetzt einen Wegweiser, um die Deutschen zu verwirren, tatsächlich aber geraten die vier Versprengten in ihrem Fahrzeug dadurch auf jene Straße, auf der gerade die 7. Kompanie ihrem Schicksal entgegengeführt wird. Aus einem plötzlichen Entschluss heraus treiben die vier – noch immer als Deutsche verkleidet – an einer Engstelle die deutschen Wachsoldaten vor sich her und geben ihren Kameraden vom Wagen herab Zeichen, sich seitwärts in den Wald zu flüchten. Auf diese Weise kann die 7. Kompanie am Ende wieder befreit werden.
Der Film schließt mit einem anekdotischen Vorgriff auf die Invasion 1944: Duvauchel steuert als Pilot eine Transportmaschine, in der Chaudard, Tassin und Pitivier auf ihren Absprung warten. Sie springen dann aber deutlich zu früh, was Pitivier mit dem fröhlichen Ausruf „Macht nichts, wir sind in Frankreich!“ quittiert.

## Produktion und Veröffentlichung
Die meisten Szenen des Films wurden in der Region Île-de-France gedreht, u. a. in Yvelines, Essonne, der Umgebung von Cerny und La Ferté-Alais und bei Jouars-Pontchartrain, Rochefort-en-Yvelines und Machecoul.
Die im Film zu sehenden deutschen Kampffahrzeuge sind ausschließlich US-amerikanischen Ursprungs: Bei den Panzern handelt es sich um das Modell M24 Chaffee, die Halbkettenfahrzeuge – einschließlich das von den Hauptfiguren genutzte – sind vom Typ M3.
Die Uraufführung des Films in Frankreich fand am 13. Dezember 1973 statt, am 5. April 1974 erfolgte die deutsche Erstaufführung.